# Aeródromo de Punta Pájaros
El Aeródromo de Punta Pájaros (Código DGAC: PPS) es un pequeño aeropuerto privado de uso público privado en la costa del municipio de Felipe Carrillo Puerto en Quintana Roo y es operado por Actividades Cinegéticas Panamericanas S.A. de C.V. Cuenta con una pista de aterrizaje de 777 metros de largo y 18 metros de ancho con gota de viraje en la cabecera 15, también cuenta con una plataforma de aviación de 490 metros cuadrados (35m x 14m). Actualmente solo se utiliza con fines de aviación general.

## Accidentes e incidentes
- El 30 de octubre del 2006 Una aeronave Cessna 208B Grand Caravan de Aerotucán con matrícula XA-UBL se estrelló en una laguna al intentar aterrizar durante una tormenta en el Aeródromo de Punta Pájaros en Quintana Roo. La aeronave había partido del Aeropuerto de Cancún y ninguno de los 14 ocupantes murió.[2]